# 金顺德
金顺德（1911年—1934年4月），朝鲜族，东北人民革命军第二军独立师第一团团长，1934年在吉青岭战斗中为掩护战友炸炮楼牺牲，有“吉青岭上的英雄”之称，2020年入选著名抗日英烈、英雄群体名录。

## 早年
1911年，金顺德出生于清朝吉林省汪清县百草沟的一个贫苦农民家庭，幼年随家人搬至延吉县桂林村（又译鸡林村）。小学毕业后，他参加了共产党员在村里举办的农民夜校，受到革命教育:375:514。十多岁时，金顺德加入了少年先锋队，任中队长。此后，他又参加互助会、反帝同盟、农民协会等群众革命组织，成为反帝同盟的负责人:375-376:129-130。

## 花莲里游击队
1931年秋至1932年夏，金顺德参加了中共东满特委组织的“秋收斗争”和“春荒斗争”。期间，他组建了一支农民赤卫队，并任队长。为武装赤卫队，他建起铁厂，制造长毛、大刀。他带领赤卫队将地主汉奸游街，并没收了一家汉奸的药铺，将其改为游击队的诊所和革命据点。1932年春，他加入中国共产党。:62-63:527
1932年7月，中共海兰区委在金顺德的赤卫队基础上成立“花莲里抗日游击队”。金顺德任游击队党支部书记。同年9月7日（农历八月初七），中共海兰区委与游击队在柳亭村遭日本守备队和自卫团包围，53人被杀害，中共海兰区委被破坏，史称“八·七惨案”。金顺德等人侥幸突围成功。:63:528

## 延吉县游击大队
1933年1月，金顺德按中共东满特委指示带领花莲里游击队转移至王隅沟，与延吉县其它游击队合并成立“延吉县游击大队”。金顺德任第一中队长。同年3月，他率部奇袭烟集岗子自卫团，处决了汉奸自卫团团长，并缴获20多支枪。同年6月，他与游击大队一起参加了八道沟战斗，收编哗变士兵百余人。同年9月17日，他与崔贤、南昌益一起带领游击队攻占了老头沟镇。同年9月23日，他与南昌益又联合“平日军”和“双胜”两支山林队攻打八道沟镇。:63-64:130
1933年冬，日军为消灭游击队发动大规模的“冬季大讨伐”。金顺德率游击队在中共延吉县委和根据地群众的支持下，两个月内开展反击战20余次，毙伤150余人，缴获大量武器，成功挫败讨伐。游击队也在战斗中进一步发展壮大。同年11月，金顺德被任命为延吉县游击大队长。:528

## 独立师一团
1934年3月，中共东满特委根据中共满洲省委指示将延吉县游击大队与和龙、汪清、珲春等游击队合并成立东北人民革命军第二军独立师。延吉县反日游击大队被改编为独立师第一团，金顺德任团长。:74-75
1934年4月，金顺德率部攻打延吉通往汪清县公路上的咽喉要地吉青岭据点。他带领十余名战士趁夜埋伏在吉青岭炮楼附近，后派两名战士去炸毁炮楼。不料，爆破手被发现。金顺德旋即带领战斗小组开枪吸引敌军火力。在金顺德火力的掩护下，爆破手趁机炸毁了炮楼。但金顺德在激战中牺牲，时年23岁。:528